# Thanksgiving Classic
Thanksgiving Classic är de matcher i National Football League som spelas under Thanksgivinghelgen. Händelsen har varit återkommande sedan ligan startades 1920.